# Маркско-бранденбургский диалект
Маркско-бранденбургские диалекты (нем. Märkisch-Brandenburgisch) — группа диалектов немецкого языка, входящая в состав восточнонижненемецких диалектов. Первоначально они были распространены частично в Передней Померании, на севере земель Бранденбург и Саксония-Ангальт и обозначались как маркско-нижненемецкие (Märkisch-Plattdeutsch). Присутствие восточнонижненемецких диалектов можно наблюдать в ангальтском диалекте восточносредненемецкой группы.
Лексика маркско-бранденбургских диалектов описывается в словарях, составленных для диалектов Берлина и Бранденбурга (Brandenburg-Berlinisches Wörterbuch), Передней Померании (Pommersches Wörterbuch) маркских диалектов земли Саксония-Ангальт (Mittelelbisches Wörterbuch).

## Классификация
Маркско-бранденбургские диалекты классифицируются на:
- Северомаркский диалект (Nordmärkisch) — однозначно отнесён к восточнонижненемецким диалектам и используется в городах Саксонии-Ангальт.
- Среднемаркский диалект (Mittelmärkisch) — восточнонижненемецкий диалект.

В районе современной столицы Германии маркско-бранденбургские так сильно смешались с восточносредненемецкими диалектами, что сегодня отдельная группа, называемая берлинско-бранденбургской, причисляется именно к последним, утратив многие характерные для восточнонижненемецких диалектов черты. Таким образом, сегодня линия Бенрата сместилась на север. Грамматически берлинский очень близок к верхненемецким диалектам.